# Venus as a Boy
Venus as a Boy is de tweede single van het debuutalbum van de IJslandse zangeres Björk genaamd Debut.

## Videoclip
Björk speelt de hele videoclip met een ei. Dit betekent: ermee ronddraaien, ernaar kijken, ernaar luisteren en dergelijke. De clip is geregisseerd door Sophie Muller.

## Uitgave
De cd-single bevat de volgende tracks:
1. Venus as a boy (edit)
2. Venus as a boy (mykaell riley mix)
3. There is more to life than this (non toilet)
4. Violently happy (domestic mix)

 Venus as a boy is ook uitgegeven op het Greatest hits album van Björk uit 2002

### There's more to life than this
There's more to life than this (ook van het album Debut) is als albumversie opgenomen in een wc. Op deze single staat de studioversie.